# Maître de chapelle
Pour l’article homonyme, voir Le Maitre de chapelle.
Un maître de chapelle, appelé à l'origine maître de musique, ou (dans les pays allemands) Kapellmeister (IPA : en allemand : [kaˈpɛl.ˌmaɪstɐ]), ou encore maestro di cappella (en Italie) ou maestro de capilla (en Espagne), est une personne chargée, dans un cadre religieux chrétien, d'enseigner et de faire chanter (et secondairement jouer) la musique (avant tout liturgique), et de composer des partitions polyphoniques (essentiellement des motets et des messes) au sein de la « chapelle musicale » d'une église.
Ces ensembles, avant tout vocaux étaient (ou sont) souvent soutenus par quelques instruments, mais ont pu aussi être accompagnés par un ensemble instrumental ou un orchestre. Ils ont été au centre (et en tout cas très largement à l'origine) de l'activité musicale en l'Europe occidentale (catholique et protestante) et dans les Amériques, depuis le Moyen Âge jusqu'aux XVIIIe ou XIXe siècles. La fonction de maître de chapelle perdure aujourd'hui, en France, en Europe et aux Amériques. Le sens de ce mot a pu évoluer au fil des époques, du fait de l'évolution de la profession, liée à celles de la société et de la musique elle-même.
Par extension, dans les pays de langue allemande, le mot désigne aussi le chef d'orchestre (Kapelle, détaché de son origine religieuse, signifie alors « orchestre » ou « ensemble instrumental »). Dans le film La Grande Vadrouille, Louis de Funès, qui joue le rôle de chef d'orchestre de l'Opéra de Paris est appelé : « Herr Kapellmeister » par le major Achbach, officier allemand.

## Usage historique

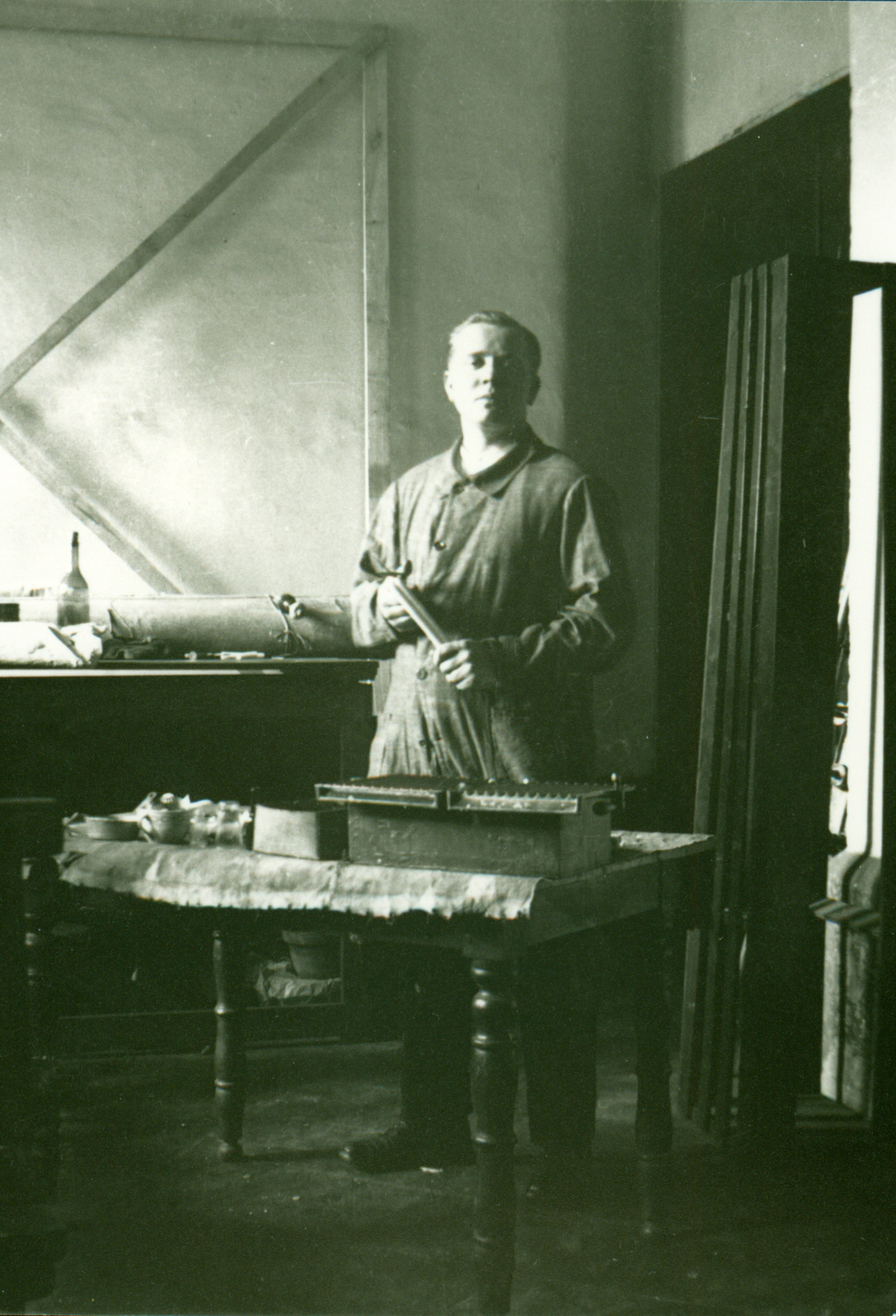
Maître de chapelle dans son atelier.

Spécialement à l'époque des royautés en Europe, le terme de maître de musique (et tardivement de maître de chapelle), ou de Kapellmeister (en allemand), désignait le chantre maître de musique (chef de chœur, ou Cantor dans les pays allemands) mais aussi parfois l'instrumentiste (spécialement l'organiste) professionnel, responsable de la liturgie musicale et donc des interprètes (presque tous vocaux, professionnels également) attachés au service d'une église cathédrale, d'une église collégiale, d'un collège, ou par exemple, d'un des Ospedale à Venise, d'un des conservatoires de Naples, de la Congregazione de' musici di Roma, ou encore d'un prince ou d'un monarque partout en Europe, etc. Cette position impliquait non seulement l'encadrement de la douzaine de chantres-choristes et des instrumentistes (tous appelés « Ordinaires », en France), mais aussi la formation des enfants de chœur (enfants chantant la partie aiguë dans le chœur, souvent au nombre de six ou huit, ou parfois dix ou même douze).
L'origine de cette fonction était très ancienne et ces maîtres de musique ont été innombrables. Citons seulement quelques exemples de maîtres réputés, parmi bien d'autres :
- des XIIe et XIIIe siècles, on a conservé, par exemple, les noms et plusieurs partitions de Léonin et Pérotin, l'un et l'autre magister musicæ (« maître de la musique ») de la cathédrale Notre-Dame, à Paris ;

- au XIVe siècle, Guillaume de Machaut, écrivain, poète, maître de musique, compositeur et chanoine de la cathédrale Notre-Dame de Reims, a composé la première messe mise intégralement en polyphonie ;

- au XVe siècle, Guillaume Dufay (v. 1400-1474) exerça à la cour de Savoie (1425-1428, 1437-1444), puis à la cathédrale de Cambrai (à partir de 1445 environ). Au XVe siècle toujours, Johannes Ockeghem a été le maître de chapelle de trois rois, Charles VII, Louis XI et Charles VIII, à la cour de Tours au XVe siècle[3].

- Au début du XVIIe siècle, Claudio Monteverdi a terminé sa carrière en tant que maître de chapelle de la basilique Saint-Marc de Venise après avoir exercé des fonctions voisines à la cour de Mantoue.

- de même, Jean-Sébastien Bach a travaillé de 1717 à 1723 comme Kapellmeister à la cour du prince Léopold d'Anhalt-Köthen, avant d'exercer les mêmes fonctions à l'église Saint-Thomas de Leipzig, jusqu'à sa mort en 1750. Joseph Haydn a travaillé de nombreuses années comme Kapellmeister pour la famille Esterházy, une famille hongroise de haute noblesse, au rôle éminent au sein du Saint Empire romain germanique. Georg Friedrich Haendel a servi également comme maître de chapelle pour Georg, Prince-Électeur de Hanovre (avant de le suivre à Londres, quand celui-ci devint le roi George Ier de Grande-Bretagne).

Beaucoup d'entre eux (de même que leurs choristes et instrumentistes) exerçaient leurs talents, de différentes manières, à l'extérieur, souvent en accord avec leur hiérarchie. C'est ainsi qu'ils étaient ordinairement les pivots de la vie musicale dans une ville, en tant que professeurs et en tant qu'interprètes.
Wolfgang Amadeus Mozart fut également maître de chapelle, à Salzbourg auprès de l'archevêque Colloredo, pendant quelques années seulement. Vivant à l'époque des Lumières et de la Révolution de 1789, il fut un des premiers à tenter la voie difficile de musicien indépendant.
Georg Reutter était maître de chapelle à la cathédrale Saint-Étienne de Vienne. Il est resté très peu connu mais il a eu parmi ses élèves, apprentis chantres (ou choristes), les futurs compositeurs Joseph et Michael Haydn. C'est donc lui qui les a formés lorsqu'ils étaient enfants et adolescents. Pour les musiciens de cette époque, devenir Kapellmeister était une marque d'une réussite professionnelle et sociale, et plus encore si l'employeur était prestigieux. En l'occurrence, Joseph Haydn fit un jour la remarque que son père – modeste charron – avait vécu assez longtemps pour voir son fils arriver jusqu'à cette fonction.
Au fur et à mesure que la société a évolué vers une laïcisation, en même temps que la bourgeoisie se développait et que le prestige de la noblesse a diminué, les compositeurs souhaitèrent devenir plus indépendants, et obtenir un poste de maître de chapelle devint moins prestigieux. Ainsi Beethoven n'a jamais travaillé comme Kapellmeister, poursuivant plutôt une carrière de musicien indépendant, suivant là les traces de Mozart. Néanmoins le métier ou la fonction de maître de chapelle existe toujours, en France et ailleurs.

## Le cas de Mozart
À proprement parler, Mozart n'a jamais été Kapellmeister. En 1787,  à la cour de l'empereur Joseph II, il avait un poste rémunéré de Kammercompositeur (ou Kammerkomponist : « Compositeur de la chambre », pour établir la différence avec la fonction correspondante à l'église). L'autorité dans le domaine musical était principalement exercée par Antonio Salieri. Toutefois, dans les revues, les journaux et les annonces de concerts, Mozart était souvent désigné par le terme « Herr Kapellmeister Mozart ». Il semble que le prestige de Mozart, ainsi que le fait qu'il apparaissait fréquemment en public pour diriger d'autres musiciens, aient conduit à l'usage du terme Kapellmeister pour exprimer un certain respect à son égard. C'est du reste toujours l'usage dans les pays germaniques. Cette désignation, habituelle, est une extension de l'usage d'origine (voir aussi les orchestres d'État (alias nationaux) appelés Staatskapelle, à Berlin et à Dresde).
En avril 1791, Mozart postula pour devenir Kapellmeister de la cathédrale Saint-Étienne de Vienne. Sa candidature fut retenue par le conseil municipal pour succéder au titulaire, Leopold Hofmann, après la mort de ce dernier. Cela n'advint jamais, car Mozart mourut en décembre 1791, avant Hofmann (mort en 1793).

## Quelques maîtres de chapelle

### Allemagne

#### Cour de Dresde
- Johann Walther, de 1548 à 1554.
- Matthæus Le Maistre, de 1555 à 1568.
- Antonio Scandello, de 1568 à 1580.
- Giovanni Battista Pinello di Ghirardi, de 1580 à 1584.
- Rogier Michael, de 1587 à 1619.
- Heinrich Schütz, de 1619 à 1672.
- Vincenzo Albrici, de 1654 à 1680.
- Giovanni Andrea Bontempi, de 1656 à 1680.
- Carlo Pallavicino, de 1666 à 1688)
- Nicolaus Adam Strungk, de 1688 à 1700.
- Johann Christoph Schmidt, de 1697 à 1728.
- Antonio Lotti, de 1717 à 1719.
- Johann David Heinichen, de 1717 à sa mort en 1729. Il avait auparavant occupé le même poste auprès du prince Léopold d'Anhalt-Köthen de 1712 à 1716.
- Giovanni Alberto Ristori, de 1725 à 1733.
- Johann Adolph Hasse, de 1733 à 1763.
- Johann Gottlieb Naumann, de 1776 à 1801.
- Ferdinando Paer, de 1802 à 1806.
- Francesco Morlacchi, de 1810 à 1841.
- Carl Maria von Weber, de 1816 à 1826.
- Carl Gottlieb Reißiger, de 1826 à 1859.
- Richard Wagner, de 1843 à 1848
- Carl August Krebs, de 1850 à 1880.

#### Autres villes
- Michael Praetorius (1571–1621), à Wolfenbüttel à partir de 1604.
- Samuel Scheidt (1587–1653), auprès du Margrave de Brandebourg en 1619.
- Georg Muffat (1653-1704), auprès de l'évêque de Passau de 1690 jusqu'à sa mort.
- Agostino Steffani (1653-1728), à la cour de Hanovre de 1688 à 1698.
- Johann Caspar Ferdinand Fischer (??-1746) auprès de Louis-Guillaume de Bade vers 1695.
- Johann Ludwig Bach (1677-1731), petit cousin de J. S. Bach, à Meiningen.
- Georg Philipp Telemann (1681–1767), à la cour du comte Erdmann II à Hambourg de 1705 à 1721.
- Christoph Graupner (1683-1760), auprès du landgrave Ernst Ludwig de Hesse-Darmstadt à compter de 1711.
- Johann Sebastian Bach (1685-1750), auprès du prince Leopold d'Anhalt-Cöthen de 1717 à 1723.
- Georg Friedrich Haendel (1685-1759), auprès de George, Prince-Électeur de Hanovre, de 1710 à 1712.
- Johann Friedrich Fasch (1688–1758), à Zerbst à partir de 1722.
- Carlo Grua (vers 1700-1773), à la cour de Mannheim sous l'Électorat de Karl III Philip.
- Carl Heinrich Graun (1704-1759), à partir de 1740 pour Frédéric II de Prusse (Frédéric le Grand).
- Giuseppe Bonno (1711–1788), auprès du Prince de Saxe-Hildburghausen dans les années 1750 et 1760.
- Ludwig van Beethoven (Lodewijk) (1712-1773), grand-père de Ludwig van Beethoven, à la cour électorale de Bonn.
- Niccolò Jommelli (1714–1774), Oberkapellmeister de la Cour du duc de Wurtemberg à Stuttgart, de 1753 à 1768.
- Carl Philipp Emanuel Bach (1714–1788), à la cour de Frédéric II de Prusse (Frédéric le Grand) mais pas comme Kapellmeister. Il a succédé ensuite à Georg Philipp Telemann à Hambourg, à partir de 1768.
- Karl Ditters von Dittersdorf (1739–1799), auprès du Prince-Évêque de Breslau de 1770 à 1795.
- Andrea Luchesi (1741-1801), dernier Kapellmeister à la cour électorale de Bonn entre 1774 et 1794.

### Autriche-Hongrie

#### Vienne
- Maîtres de chapelle à la cour impériale d'Autriche :
  - Arnold von Bruck, de 1527 à 1545 ;
  - Pieter Maessens, de 1546 à 1563 ;
  - Jacobus Vaet, de 1564 à 1568 ;
  - Philippus de Monte, de 1568 à 1603 ;
  - Giovanni Priuli, de 1619 à 1626 ;
  - Giovanni Valentini, de 1626 à 1649 ;
  - Antonio Bertali, en 1649 ; Vice-maître de chapelle : Johann Heinrich Schmelzer 1671 à 1679 ;
  - Johann Heinrich Schmelzer, de 1679 à 1680 ;
  - Marc'Antonio Ziani, de 1712 à 1715 ;
  - Johann Fux, de 1715 à 1741 ; Vice-maître de chapelle : Antonio Caldara de 1716 à 1736 ;
  - Christoph Willibald Gluck, en 1754 ;
  - Florian Leopold Gassmann, de 1772 à 1774 ;
  - Giuseppe Bonno, de 1774 à 1788 ;
  - Antonio Salieri, de 1788 à 1824 ;
  - Joseph Leopold Eybler, de 1824 à 1833 ;
  - Gaetano Donizetti, en 1842.

- Compositeurs de la cour impériale d'Autriche :
  - Johann Heinrich Schmelzer, de 1658 à 1671 ;
  - Johann Fux, de 1698 à 1741 ;
  - Florian Leopold Gassmann, de 1764 à 1774 ;
  - Antonio Salieri, de 1774 à 1788 ;
  - Wolfgang Amadeus Mozart, de 1788 à 1791 ;
  - Leopold Anton Kozeluch, de 1792 à 1813 ;
  - Franz Krommer, de 1813 à 1831.

- Kapellmeister de la cathédrale Saint-Étienne de Vienne
  - Johann Georg Albrechtsberger (1736-1809), en 1792.

#### Palais Esterházy
- Joseph Haydn (1732-1809), Vice-Kapellmeister entre 1761 et 1766, puis Kapellmeister de la famille Esterházy, une noble famille hongroise du Saint Empire romain germanique, jusqu'en 1804.
- Johann Nepomuk Hummel (1778–1837), de 1804 à 1811.

#### Innsbruck
- Jacob Regnart (1540–1599), de 1585 à 1596.
- Antonio Cesti (1623–1669), en 1652.

#### Salzbourg
- Heinrich Ignaz Franz Biber (1644–1704), à Salzbourg à partir de 1684.
- Michael Haydn (1737–1806), à Salzbourg à partir de 1762. Il avait occupé ce poste à Grosswardein auparavant).

### Belgique
- Eugène Ysaÿe (1858-1931), nommé Maître de Chapelle de la Cour de Belgique par le roi Albert Ier à partir de 1912[4].
- Joseph François Snel (1793-1861), maître de chapelle en la collégiale Sainte-Gudule  de Bruxelles.
- François Marivoet (1863-1943), maître de chapelle de la collégiale Saints-Michel-et-Gudule de Bruxelles.

### Espagne
- Cristobal de Morales (1500-1553), maestro de capilla à la cathédrale d'Ávila (de 1526 à 1529) et à la cathédrale de Plasencia (de 1529 à 1532).
- Melchor Robledo (1510-1586), maestro de capilla d'abord à la basilique de Nuestra Señora del Pilar de Saragosse et ensuite, et jusqu'à sa mort, à la cathédrale Saint-Sauveur de Saragosse.
- Francisco Guerrero (1528-1599), maestro de capilla à la cathédrale de Jaén (de 1546 à 1549) et à la cathédrale de Séville (de 1574 à sa mort).
- Hernando Franco (1532-1585), successivement maestro de capilla des cathédrales de Santiago de Guatemala (de 1570 à 1573) et de Mexico (de 1575 à 1585).
- Pau Villalonga (mort en 1609), successivement maestro de capilla à la basilique Sainte-Marie-de-la-Mer de Barcelone et ensuite à la cathédrale de Palma de Majorque.
- Tomás Luis de Victoria (1548-1611), maestro de capilla à Rome, à l'église de Sainte-Marie de Montserrat des Espagnols (en italien Chiesa di Santa Maria in Monserrato degli Spagnoli).
- Joan Pau Pujol (1570-1626), maestro de capilla à la basilique de Nuestra Señora del Pilar de Saragosse de 1595 à sa mort.
- Josep Reig (1584-1674), maestro de capilla à la basilique Sainte-Marie-de-la-Mer de Barcelone de 1618 à sa mort.
- Juan Gutiérrez de Padilla (1590-1664), maestro de capilla de 1617 à 1622 en Espagne et, de 1622 à sa mort, dans la Nouvelle-Espagne (aux Amériques). Pour ce qui est de la période de la métropole (1617-1622) il fut d'abord maître de chapelle à la collégiale de Jerez de la Frontera avant d'être maître de chapelle de celle qui à l'époque était encore la cathédrale de Cadix, de nos jours devenue l'église paroissiale de la Saint-Croix, en espagnol « iglesia de Santa Cruz » (l'actuelle cathédrale de Cadix fut commencée vers 1722). Aux Amériques, en Nouvelle-Espagne, il fut le maestro de capilla de la cathédrale de l'Immaculée-Conception de Puebla de 1622 à sa mort.
- Miquel Rosquelles (XVIIe siècle, date inconnue de naissance - 1684), maestro de capilla à la basilique Sainte-Marie-de-la-Mer de Barcelone de 1674 à sa mort.
- Juan Pérez Roldán (1604-1672), maestro de capilla au monastère de l'Incarnation (à Madrid) et au monastère des Déchaussées royales (à Madrid aussi).
- Urbán de Vargas (1606-1656), successivement maestro de capilla dans différentes collégiales et cathédrales.
- Pablo Bruna (1611-1679), maestro de capilla de la collégiale de Daroca (sa ville natale), la « Colegiata de Santa María la Mayor y de los Corporales de Daroca », de 1631 à sa mort en 1679.
- Gracián Babán (mort à Valence en 1676), maestro de capilla d'abord à Saragosse et finalement à Valence.
- Cristóbal Galán (1615-1684) fut maestro de capilla dans le milieu des années 1650 à Cagliari, en Sardaigne, et de 1656 à 1659 à Morella (déjà en Espagne). Il fut maestro de capilla à la cour, à Madrid (à la Capilla Real de Madrid, la « chapelle royale de Madrid »), de 1680 à sa mort.
- Sebastián Alfonso (1616-1692), maestro de capilla dans trois cathédrales, successivement celles d'Albarracín, Cuenca et Saragosse.
- Joan Cererols (1618-1680), maestro de capilla de l'Abbaye de Montserrat de 1648 à 1678.
- Diego de Cáseda (1638-1694), maestro de capilla à Tudela, Viana et Logroño et, finalement, de 1673 à sa mort en 1694, à la cathédrale de Saragosse. Il était le père de Blas de Cáseda et de José de Cáseda, qui, comme lui, devinrent aussi des maîtres de chapelle réputés.
- Blas de Cáseda (mort en 1748), était fils de Diego de Cáseda et frère de José de Cáseda. Blas fut d'abord maestro de capilla de la collégiale de Vitoria et, finalement, de la cathédrale de Santo Domingo de la Calzada de 1704 à sa mort, en 1748.
- José de Cáseda (XVIIe et XVIIIe siècles, dates inconnues de naissance et de mort), était fils de Diego de Cáseda et frère de Blas de Cáseda. José fut, successivement, maestro de capilla des cathédrales de Calahorra, Pampelune, Cathédrale Saint-Sauveur de Saragosse et Sigüenza.
- Pedro de Ardanaz (1638-1706), d'abord maestro de capilla de la cathédrale de Pampelune et ensuite, jusqu'à la fin de sa vie, de celle de Tolède.
- Alonso Xuárez (1640-1696), successivement maestro de capilla à la cathédrale de Cuenca (de 1664 à 1675), à la cathédrale de Séville (de 1675 à 1684) et à nouveau à la cathédrale de Cuenca (de 1684 à 1696).
- Tomás de Torrejón y Velasco (1644-1728), maestro de capilla à la cathédrale de Lima (vice-royauté du Pérou) de 1676 à sa mort.
- Juan Barter (1648-1706), maestro de capilla d'abord à l'ancienne cathédrale de Lérida et ensuite, de 1682 à 1696, à celle de Barcelone.
- Clemente Barrachina (XVIIe siècle, dates inconnues de naissance et de mort), maestro de capilla de la cathédrale d'Albarracín de 1675 à sa mort, survenue en 1727 ou, peut-être, 1728.
- Francesc Espelt (mort en 1712) fut maestro de capilla de 1690 à 1699 à la basilique Sainte-Marie-de-la-Mer de Barcelone et de 1700 à 1702 à la collégiale basilique de Sainte-Marie de Manresa.
- Josep Gaz (1656-1713), maestro de capilla de la basilique Sainte-Marie de Mataró (en espagnol : « Basílica de Santa María de Mataró ») de 1675 à 1685, à la basilique Sainte-Marie-de-la-Mer de Barcelone de 1685 à 1690 et à la cathédrale Sainte-Marie de Gérone de 1690 à 1711.
- Sebastián Durón (1660-1716), successivement maestro de capilla aux cathédrales du Bourg d'Osma et de Palence et, pendant dix ans, à la prestigieuse Capilla Real de Madrid (la « chapelle royale de Madrid »).
- Miguel de Ambiela (1666-1733), maestro de capilla à différentes églises et cathédrales, dont la collégiale de Santa María de los Sagrados Corporales de Daroca (Saragosse), la cathédrale de la Seu Vella (Lérida) et la basilique de Nuestra Señora del Pilar de Saragosse.
- Francisco Valls (1671-1747), maestro de capilla de 1696 à 1726 à la cathédrale de Barcelone.
- Joaquín Martínez de la Roca y Bolea (1676-1747), maestro de capilla à la basilique de Nuestra Señora del Pilar de Saragosse de 1699 à sa mort.
- José Elías (né c. 1678 – mort c. 1755), maestro de capilla au Monastère des Déchaussées royales.
- Pau Llinás (1680-1749), maestro de capilla à la basilique de Sainte-Marie-du-Pin de Barcelone de 1711 à sa mort.
- José de San Juan (1685-1747), maestro de capilla à Madrid, d'abord la Capilla Real de Madrid (la « chapelle royale de Madrid ») de 1708 à 1711 et ensuite au monastère des Déchaussées royales de 1711 à sa mort.
- Jaume Casellas (1690-1764), maestro de capilla de la cathédrale de Tolède de 1733 à 1762.
- Juan Francés de Iribarren (1699-1767), maestro de capilla de 1733 à 1766.
- José Español (mort en 1758), maestro de capilla à l'église paroissiale de Saint-Thomas l'Apôtre (iglesia parroquial de Santo Tomás Apóstol), à Haro (La Rioja), de 1731 jusqu'à sa mort.
- Josep Mir i Llussà (né aux environs de 1700 et mort en 1764), successivement maestro de capilla à Ségovie, à Valladolid puis à Madrid.
- Joaquín García de Antonio (1710-1779), maestro de capilla à la Capilla Real de Madrid (la « chapelle royale de Madrid »), de 1735 à sa mort.
- Domingo Terradellas (1713-1751), maestro de capilla à l'église Notre-Dame du Sacré-Cœur (à Rome, église à l'époque dénommée San Giacomo degli Spagnuoli).
- Antonio Cavallero (1728-1822), maestro de capilla de la chapelle royale de Grenade de 1757 à sa mort.
- Pablo Esteve (1730-1794) fut maestro de capilla pour la maison des Ducs d'Osuna dans les années 1760.
- Antonio Rodríguez de Hita (1722-1787), successivement maestro de capilla à la cathédrale d'Alcalá de Henares, à la cathédrale San Antolín de Palencia et au monastère de l'Incarnation à Madrid.
- Antonio Abadía (mort à Burgos en 1791), maestro de capilla de la cathédrale de Burgos de 1780 à sa mort.
- Fabián García Pacheco (1725-1808), maestro de capilla de 1756 à 1770 à l'église de la Paloma (nom populaire voulant dire « église de la colombe », du nom de la rue La Paloma, « la colombe », à Madrid, mais dont le nom officiel est « église de la paroisse de Saint-Pierre le Royal », en espagnol : « iglesia de la parroquia de San Pedro el Real »). De 1770 à sa mort il fut maestro de capilla au couvent de Notre Dame des Victoires (en espagnol : « Convento de Nuestra Señora de las Victorias »).
- Francisco Javier García Fajer (1731–1809), maestro de capilla à la cathédrale de Saragosse de 1756 à sa mort.
- Francesc Queralt (1740-1825), maestro de capilla à la cathédrale de Barcelone de 1774 à 1815.
- Carlos Baguer (1768-1808), maestro de capilla de la cathédrale de Barcelone.
- Ramon Aleix i Batlle (1784-1850), maestro de capilla à la basilique Sainte-Marie-de-la-Mer de Barcelone de 1819 jusqu'à sa mort.
- Mateo Ferrer (1788-1864), maestro de capilla à la cathédrale de Barcelone de 1830 à sa mort.
- Ramón Vilanova (1801-1870), maestro de capilla de la cathédrale de Barcelone de 1830 à 1833.
- Nicolau Manent (1827-1887), maestro de capilla à l'église paroissiale de Saint-Jérôme de Barcelone (en espagnol : « parroquia de San Jaime de Barcelona ») de 1851 à sa mort.
- Bonaventura Frigola (1829-1901), maestro de capilla dans les années 1852 et 1853 au monastère de Saint-Stéphane (« Monasterio de San Esteban »), à Banyoles. De 1854 à 1858 il est maestro de capilla à nouveau, mais à la basilique de Saint-marie de Castelló d'Empúries (en espagnol : « Basílica de Santa María de Castellón de Ampurias »), qui est l'église de Castelló d'Empúries, sa ville natale. Il occupe finalement le même poste à Barcelone, à la basilique de la Pitié (« Basílica de la Merced »), de 1881 jusqu'à sa mort.
- Ildefonso Jimeno de Lerma (1842-1903) fut maestro de capilla à Santiago de Cuba en 1861 (avant l'indépendance, donc, de Cuba) mais dans les années 1870 il abandonna le poste pour devenir premier organiste de l'église collégiale Saint-Isidore de Madrid.
- Antonio Félix Lozano González (1853-1908), maestro de capilla à la basilique de Nuestra Señora del Pilar de Saragosse de 1883 jusqu'à sa mort.
- Vicente Ripollés (1867-1943), successivement maestro de capilla à la cathédrale de Tortosa, au Royal Collège Séminaire du Corpus Christi (en espagnol, « Real Colegio Seminario del Corpus Christi », à Valence), à la cathédrale Sainte-Marie de Valence et à la cathédrale Notre-Dame du Siège de Séville.
- Eduardo Torres Pérez (1872-1934), successivement maestro de capilla à la cathédrale de Tortosa et à la cathédrale Sainte-Marie de Valence.
- Rafael Salguero Rodríguez (1875-1925), successivement maestro de capilla aux cathédrales de Malaga et de Grenade.
- Juan Francisco Agüeras González (1876-1936) fut maestro de capilla à la basilique de Nuestra Señora del Pilar de Saragosse de 1903 à sa mort.
- Antonio Massana (1890-1966) fut maestro de capilla à l'église des Jésuites de Barcelone.
- Norberto Almandoz Mendizabal (1893-1970), successivement maestro de capilla des cathédrales d'Ourense et de Séville.
- Eduardo Soler (1895–1967), successivement maestro de capilla à la collégiale Sainte-Marie de Gandia, au Royal Collège Séminaire du Corpus Christi (en espagnol, « Real Colegio Seminario del Corpus Christi », à Valence) et à la cathédrale Sainte-Marie de Valence.
- Joaquín Broto Salamero (1921-2006), successivement maestro de capilla à la cathédrale de Barcelone, la cathédrale de Saint-Jacques-de-Compostelle et à Saragosse, ville où il occupa le poste à la cathédrale Saint-Sauveur et à la basilique de Nuestra Señora del Pilar.
- Pedro Aizpurúa Zalacaín (né en 1924), maestro de capilla de la cathédrale de Valladolid depuis 1960.

### France
- Michel-Richard de Lalande (1657-1726), sous-maître de la chapelle royale du château de Versailles.
- André Campra (1660-1744), maître du chœur de la cathédrale Notre-Dame de Paris (1694-1700), puis un des deux sous-maîtres de la chapelle du roi[5] Louis XV, à Versailles (1722-1738).
- François-Xavier Richter (1709-1789), maître de chapelle de la cathédrale de Strasbourg de 1769 à 1789.
- Henri Hardouin (1727-1808), maître de chapelle de la Cathédrale de Reims.
- Giovanni Paisiello (1740-1816), maître de la chapelle de Napoléon Bonaparte, aux Palais des Tuileries, à Paris, de 1801 à 1804.
- Ignace Joseph Pleyel (1757-1831), élève de Joseph Haydn, maître de chapelle adjoint de la cathédrale de Strasbourg de 1783 à 1789, puis maître de chapelle en titre de 1789 à 1791, fondateur de la célèbre manufacture parisienne de pianos qui porte son nom.
- Jean-François Le Sueur (1760-1837), successeur de Paisiello à la chapelle impériale des Tuileries, de 1804 à 1815. Il avait dirigé le chœur de la cathédrale Notre-Dame de Paris, de 1786 à 1787.
- Charles Gounod (1818-1893), maître de chapelle de l'église des Missions étrangères.
- Félix Artance (1896), maître de chapelle de la Basilique Saint-Amable de Riom.
- André Tiers (1910-1990), maître de chapelle de l'église Saint-Nicolas de Wasquehal.

### Italie
- Claudio Monteverdi (1567-1643), à la Basilique Saint-Marc de Venise.
- Antonio Brunelli (1577-1630), Maestro di cappella à Prato et à Florence.
- Alessandro Scarlatti (1660-1725), auprès du vice-roi de Naples de 1684 à 1702.
- Domenico Scarlatti (1685-1757), à la basilique Saint-Pierre de Rome de 1715 à 1719.
- Antonio Vivaldi (1678-1741), à l'Ospedale della Pietà de Venise.
- Tommaso Traetta (1727-1779), à l'Ospedaletto de Venise.
- Giovanni Paisiello, maître de la chapelle épiscopale et du Trésor de Saint-Janvier (à la cathédrale San Gennaro, ou Duomo San Gennaro, de Naples), de 1804 à 1815.

### Russie
- Giovanni Paisiello (1740-1816), de 1776 à 1785, maître de chapelle à la cour impériale de Russie.

### Suède
- Joseph Martin Kraus (1756-1792), Ordinarie Capellmästere à la cour du roi Gustav III de Suède à Stockholm.